# Селинунт
Селинунт (на старогръцки: Σελινοῦς; на латински: Selinus}}) е античен древногръцки град на южния бряг на Сицилия, днес на територията на община Кастелветрано. Известен е със запазените останки от храмове в дорийски стил.
Селинунт е основан от мегарски колонисти в 628 година пр.н.е. Градът е един от значимите центрове в региона Магна Греция до края на V век пр.н.е., когато е превзет от Картаген. В средата на III век пр.н.е. картагенците изселват жителите на града в Лилибеум. Днес в Селинунт е разкопан акрополът с пет храма, от които Храмът на Хера е частично реставриран.